# Nordborg
Nordborg (tidigare: Nørborg, tyska: Norburg) är en tätort i Sønderborgs kommun i Region Syddanmark i Danmark. Tätorten har 5 729 invånare (2024). Den ligger på den norra delen av ön Als. Nordborg är beläget nära öns nordkust och på nordvästra sidan av Nordborgsjön. Dyvik vid Alsfjord är Nordborgs gamla lastningsplats. Nordborg var centralort i Nordborgs kommun fram till kommunreformen 2007.

## Historia
Nordborgs slott, först med namnet Alsborg, byggdes enligt traditionen 1152. Ungefär 100 år senare fick slottet namnet Nordborg. Runt slottet växte staden fram och fick överta slottets namn.
Staden brann ned 1792 och därför är stadens äldsta bebyggelse från 1700-talets absolut senaste år. Arkitekturen i staden är präglad av såväl tysk som dansk stil. Många hus har rikt utsmyckade dörrar. På 1950- och 60-talet byggdes många flerbostadshus och hyreshus utanför den gamla stadskärnan.

## Näringsliv
En viktig industri i staden är Danfoss, vars huvudkontor ligger här. Här finns också Nordborg Bådbyggeri.

## Slottet
Slottet Nordborg, som på 1100-talet uppfördes på en ö i sjön, användes som statsfängelse. Där hölls först biskop Valdemar av Slesvig inspärrad 1193–1198 och sedermera den unge Erik Klipping, då han 1261 blivit tillfångatagen av hertig Erik av Sønderjylland. I kriget 1658–1659 intogs det två gånger av svenskarna och en gång av brandenburgarna. År 1665 brann det ner till grunden, men en ny byggnad uppfördes 1679. Efter Nordborg benämndes två linjer av danska kungahuset, nämligen den äldre nordborgska (1622–1722) och den yngre nordborg-plønska (1671–1761), som båda härstammade från Fredrik II:s bror Hans den yngre. År 1730 kom slottet i danske kungens ägo, men såldes 1766 och raserades därefter till största delen.